# QKI
QKI (англ. QKI, KH domain containing RNA binding) – білок, який кодується однойменним геном, розташованим у людей на короткому плечі 6-ї хромосоми. Довжина поліпептидного ланцюга білка становить 341 амінокислот, а молекулярна маса — 37 671.
| 10         |  | 20         |  | 30         |  | 40         |  | 50         |
| ---------- |  | ---------- |  | ---------- |  | ---------- |  | ---------- |
| MVGEMETKEK |  | PKPTPDYLMQ |  | LMNDKKLMSS |  | LPNFCGIFNH |  | LERLLDEEIS |
| RVRKDMYNDT |  | LNGSTEKRSA |  | ELPDAVGPIV |  | QLQEKLYVPV |  | KEYPDFNFVG |
| RILGPRGLTA |  | KQLEAETGCK |  | IMVRGKGSMR |  | DKKKEEQNRG |  | KPNWEHLNED |
| LHVLITVEDA |  | QNRAEIKLKR |  | AVEEVKKLLV |  | PAAEGEDSLK |  | KMQLMELAIL |
| NGTYRDANIK |  | SPALAFSLAA |  | TAQAAPRIIT |  | GPAPVLPPAA |  | LRTPTPAGPT |
| IMPLIRQIQT |  | AVMPNGTPHP |  | TAAIVPPGPE |  | AGLIYTPYEY |  | PYTLAPATSI |
| LEYPIEPSGV |  | LGAVATKVRR |  | HDMRVHPYQR |  | IVTADRAATG |  | N          |

A: Аланін

C: Цистеїн

D: Аспарагінова кислота

E: Глутамінова кислота

F: Фенілаланін

G: Гліцин

H: Гістидин

I: Ізолейцин

K: Лізин

L: Лейцин

M: Метіонін

N: Аспарагін

P: Пролін

Q: Глутамін

R: Аргінін

S: Серин

T: Треонін

V: Валін

W: Триптофан

Кодований геном білок за функціями належить до білків розвитку, фосфопротеїнів. 
Задіяний у таких біологічних процесах, як регуляція трансляції, процесинг мРНК, сплайсинг мРНК, транспорт, транспорт мРНК, диференціація клітин, альтернативний сплайсинг. 
Білок має сайт для зв'язування з РНК. 
Локалізований у цитоплазмі, ядрі.